# Amores de mercado
Amores de mercado é uma telenovela colombiana-estadunidense produzida pela RTI e Telemundo em 2006.
A trama é um remake da novela chilena Amores de mercado, produzida em 2001.
Foi protagonizada por Paola Rey e Michel Brown e antagonizada por Mauricio Islas, Vanessa Villela e Jorge Cao.

## Sinopse
Lucia e Diego são dois estranhos que procuraram se estabelecer emocionalmente e encontrar o amor verdadeiro, mas que cometeram grandes erros entregando-se a pessoas erradas.
Lucia, uma mulher lutadora, que se entrega a seu filho, viveu até basear sua adolescência reside não soube que seu pai não tinha morrido e que realmente é a filha ilegítima de um dos homens mais poderosos do país: Nestor Savater . Sendo muito jovem, ele acredita que ele conhece o amor de sua vida, Fernando Leyra, um jovem que quer apaixoná-la por assumir o controle da herança Savater. Uma gravidez inesperada leva a um casamento fraudulento, mas Lucia, convencida de que é o melhor para seu filho Adrian, fica em um casamento sem amor. Mas, o que Lucia não sabe, é que Fernando também se chama Antonio e usa seu trabalho de viagem como uma desculpa para viver uma vida dupla, porque longe da capital ele tem outra esposa e outra filha.
Um bom dia, Fernando, cansado de esperar que o dinheiro de Savater atinja suas mãos, finge seu seqüestro e desaparece por cinco anos, fazendo com que Lucia e seu filho acreditam que ele faleceu. Do outro lado da cidade, vive Diego, um jovem futebolista, ídolo das massas em seu país, que vive cercado de luxos e frivolidades. A vida muda radicalmente quando, depois de um acidente fatídico, sua namorada, Raquel Savater, morre e sofre ferimentos permanentes que não lhe permitem jogar futebol novamente.
Do mesmo modo, Néstor Savater, pai de Raquel e Mónica, irmã gêmea de Raquel, acusa Diego de homicídio e é preso por 5 anos. Depois de sair da prisão, Diego volta para o bairro onde ele cresceu, e é aí que ele encontra Lucia. Embora nenhum deles quisesse se apaixonar novamente, a vida os surpreende com uma segunda chance, mas seu amor não será fácil de perceber porque, na sua maneira, eles são Monica, obcecados com Diego e Fernando, que retorna para impedir Lucia refaça a sua vida.

## Elenco
- Paola Rey como Lucía Martínez de Leyra/ Lucía Ávila .
- Michel Brown como Diego "El Rayo" Valdez.
- Mauricio Islas como Fernando Leyra / Antonio Álamo.
- Vanessa Villela como  Raquel Savater / Mónica Savater.
- Jorge Cao como Néstor Savater.
- Lully Bossa como Mercedes Martínez.
- Salvador del Solar como Eulalio Ocando.
- Juan Pablo Shuk como Manuel Medrano.
- Julio del Mar como Benjamín Santos.
- Silvio Ángel como Luis Leyra.
- Silvia de Dios como Fanny.
- Raúl Gutiérrez como Padre Pablo.
- Leonor Arango como Elvira Leyra.
- Jullye Giliberti como Cristina Moreno.
- Christian Tappan como Gerardo.
- Sharmel Altamirano como Martha.
- Didier van der Hove como Roberto Gutiérrez.
- Ricardo Abarca como Adrián Leyra Martínez.
- Carmen Villalobos como Betty Gutiérrez.
- Diana Neira como Andrea Gutiérrez.
- Andreah Patapi como Astrid.
- Natalia Bedoya como Juliette.
- Dafne Padilla como Laura Moreno.
- Alfredo Ahnert como Irineo.
- Ramón Cabrer como Julio.
- Camilo Trujillo como Salvador "Chava" Duarte.
- Daniela Rodríguez/Laura Perico como Natalia Álamo.
- Luz Mary Arias como Fabiola.
- Andrea Montenegro como Mireya.
- Carolina Betancourt como Luisa.
- Andrea Beltran como Patricia.